# Michael Bösch
Michael Bösch (* 13. Juni 1958 in Iserlohn) ist ein deutscher Philosoph und Professor für Philosophie an der Katholischen Hochschule NRW in Paderborn.

## Leben
Michael Bösch studiert nach seinem Abitur die Fächer Katholische Theologie und Philosophie in Paderborn und Freiburg im Breisgau. 1993 wird er mit einer Arbeit über die Philosophie Søren Kierkegaards zum Doktor der Theologie promoviert. Von 1995 bis 2005 ist er wissenschaftlicher Mitarbeiter und Lehrstuhlvertreter an der Theologischen Fakultät Paderborn. Im Jahre 2002 erfolgt Böschs philosophische Habilitation an der Universität Kassel mit einer Arbeit über Ernst Cassirer. Seit 2003 ist er Privatdozent für Philosophie an der Universität Kassel, seit 2005 hat er die Professur für Philosophie an der Kath. Fachhochschule Paderborn inne. Neben seiner Lehrtätigkeit betreibt Michael Bösch seit 1999 die philosophische Praxis Denkwege. Deren Anliegen ist es, die lebenspraktische Dimension der Philosophie, die ansonsten fast nur noch als theoretische Disziplin an Hochschulen und in Büchern stattfindet, in einem tatsächlich vollzogenen dialogischen Prozess erlebbar zu machen.

## Schriften
- Søren Kierkegaard: Schicksal – Angst – Freiheit. Paderborn 1994, ISBN 3-506-70197-5.
- Das Netz der Kultur: Der Systembegriff in der Kulturphilosophie Ernst Cassirers. Würzburg 2004, ISBN 3-8260-2757-4.

| Personendaten    | Personendaten                                     |
| ---------------- | ------------------------------------------------- |
| NAME             | Bösch, Michael                                    |
| KURZBESCHREIBUNG | deutscher Philosoph und Professor für Philosophie |
| GEBURTSDATUM     | 13. Juni 1958                                     |
| GEBURTSORT       | Iserlohn, Deutschland                             |